# Bonyad-e Farhang-e Iran

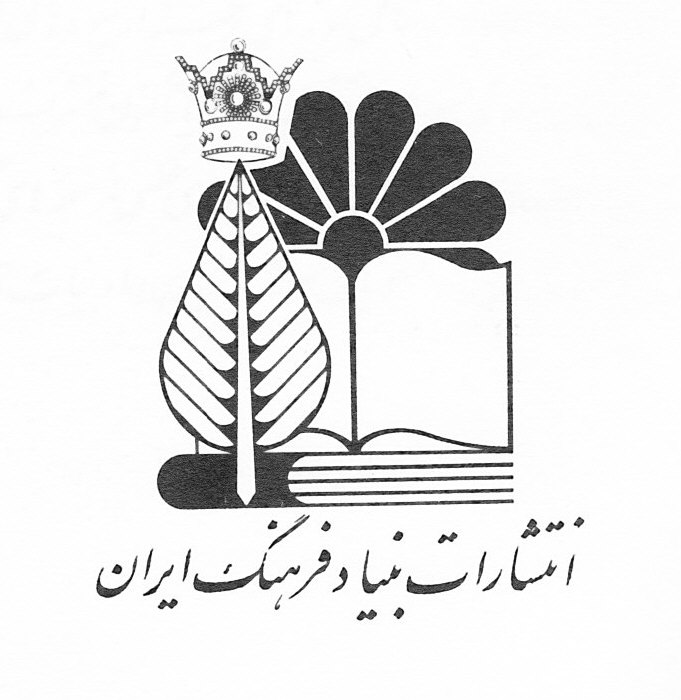
Logo der Veröffentlichungen der Bonyad-e Farhang-e Iran

Bonyad-e Farhang-e Iran (Stiftung für iranische Kultur) war eine gemeinnützige Stiftung des Iran zur Förderung der persischen Sprache und Kultur. Sie ermöglichte zahlreiche nationale und internationale Forschungsprojekte zur persischen Sprache und Literatur. Sitz der Stiftung war Teheran.

## Gründung
Die Bonyad-e Farhang-e Iran wurde am 17. Oktober 1964 (25. Mehr 1343) von Parwiz Natel Chanlari mit Unterstützung durch Schahbanu Farah Pahlavi gegründet. Parwiz Natel Chanlari blieb bis zu seiner Verhaftung im Jahr 1978 im Rahmen der Islamischen Revolution der Leiter der Stiftung.

## Aufgaben
Ziel der Stiftung war es, die persische Sprache und Dichtung als Teil des geistigen Erbe Irans zu erforschen, bewahren und in der Welt bekannt zu machen. Hierfür stand ihr im Jahr der Gründung ein zunächst recht bescheidenes Budget von 1 Mio. Toman (500.000 DM) zur Verfügung, das aber im Lauf der Jahre auf mehr als 19 Mio. Toman anwuchs.

## Abteilungen
Die Stiftung war in vier Abteilungen gegliedert:
- Abteilung „Historische Sprachwissenschaft“: Die Abteilung befasste sich mit dem Sprachwandel der persischen Sprache von seinen Anfängen bis zur Gegenwart. Die Abteilung begann mit der Sammlung klassischer Werke der persischen Literatur mit dem Ziel, eine historische Enzyklopädie der persischen Sprache herausgeben zu können. Die Beschreibung dieses Wandels von Lauten, Formen, Strukturen und Bedeutungen führte auch zur Bereitstellung von Grammatiken und Wörterbüchern für Vorstufen der persischen Sprache.

- Abteilung „Grammatik“: Die Abteilung befasste sich mit der persischen Grammatik, d. h. mit der systematischen Beschreibung der persischen Sprache.

- Abteilung „Fachsprachen“: Die Abteilung Fachsprachen war vor allem mit der Herausgabe von fachsprachlichen Wörterbüchern und Lexika in den Bereichen Wissenschaft und Technik, insbesondere Lexika zu den Bereichen „Öl“, „Medizin“, „Management“ und „Recht“ befasst. In diesen Gebieten war der Einfluss von Fremdsprachen auf die persische Sprache besonders groß. Mit den Wörterbüchern und Lexika sollte eine umfassende Dokumentation der Sprachentwicklung und Standardisierung der persischen Sprache in diesen Fachgebieten erreicht werden.

- Abteilung „Pahlavi-Sprachforschung“: Die Abteilung widmete sich der Erforschung der Mittelpersischen Sprache „Pahlavi“. Pahlavi ist aus dem Altpersischen hervorgegangen und war bis zum 8./9. Jahrhundert n. Chr. als lebende Sprache erhalten geblieben. Im Reich der Sassaniden (224–651 n. Chr.) diente Mittelpersisch als Amts- und Verkehrssprache. Als diese Sprache nach der Islamisierung Irans ins Neupersische übergegangen war, ist das Mittelpersische nur als „tote“ Kirchensprache von den Zoroastriern Irans bis ins 10., von den Manichäern in Zentralasien (in der Turfanoase in Chinesisch-Turkestan) bis ins 13. Jahrhundert n. Chr. verwendet worden.

## Veröffentlichungen
Die bei der Stiftung beschäftigten Wissenschaftler hatten bis 1978 über 300 Buchpublikationen herausgegeben, darunter Nachdrucke und Faksimile bedeutender persischer Handschriften, Texte und Wörterbücher in Pahlavi, wissenschaftliche und technische Fachwörterbücher, Volkslexika, historische Sprachlexika, Lexika zur iranischen Kunst, Grammatiken und Bibliographien.
Die Stiftung gab unter der Leitung von Ahmad Tafazoli eine eigene, mehrsprachige Zeitschrift mit Artikeln in persischer, englischer, französischer und deutscher Sprache heraus.

## Institut zur Erforschung der iranischen Kultur
Um die Iranistik im In- und Ausland zu unterstützen, wurde 1972 (1351) das Forschungsinstitut „Pajouheshkade Farhang-e Iran“ (Institut zur Erforschung der iranischen Kultur) gegründet. Das Institut leitete ein internationales Förderprogramm für sprachwissenschaftliche Forschungsprojekte und bot im Rahmen eines Stipendienprogramms ausländischen Studierenden, die persisch lernen wollten, eine finanzielle Förderung. Besonders gefördert wurden Studenten aus den Nachbarländern Indien, Pakistan, der Türkei und Ägypten. Das Institut arbeitete eng mit Iranistik-Instituten von Universitäten und wissenschaftlichen Einrichtungen zusammen.

## Islamische Revolution
Nach der Islamischen Revolution wurden Stiftung und Institut als selbständige Einrichtung nicht mehr weitergeführt und mit elf anderen Institutionen zu einem Institut für kulturelle Studien und Forschung zusammengelegt.

## Veröffentlichungen
- Adib Yaghoub Kordi Neshabouri: Ketab al Balgheh. Reihe: Farhanghaye Tazi be Parsi. 2535 (1976).